# EFootball (serie)
Pro Evolution Soccer (abreviado como PES y en un momento denominado eFootball Pro Evolution Soccer, abreviado como eFootball PES) y conocida en Japón como Winning Eleven (en ese momento se llamaba PES Winning Eleven), es una serie de videojuegos de fútbol desarrollado y distribuido por la empresa Konami.
Como sucesor de la serie PES, Konami lanzó eFootball en 2021.

## Sagas predecesoras

### International Superstar Soccer
El primer videojuego de fútbol lanzado por Konami fue Jikkyou World Soccer: Perfect Eleven creado por Konami Computer Entertainment Osaka, llamado International Superstar Soccer en Norteamérica y Europa (abreviado ISS), el cual dio inicio en 1994 a la saga de título homónimo. El mismo solo estaba disponible para Super Nintendo. Gracias a su éxito, la empresa asiática lanzó la segunda parte al año siguiente, llamada Jikkyou World Soccer 2: Fighting Eleven (International Superstar Soccer Deluxe en Norteamérica y Europa), el cual también estuvo para Sega Mega Drive y PlayStation. El paso de los años permitió que Konami lanzase nuevas ediciones de la saga (un total de 8), con varios títulos famosos como ISS 64, ISS 98 e ISS 2000. La saga fue descontinuada en 2003, siendo ISS 3 la última entrega.

### Winning Eleven
En 1996, tras el éxito International Superstar Soccer Deluxe, Konami decidió crear otro título de fútbol pero no con la misma gente, así se le entregó el trabajo a Konami Computer Entertainment Tokyo quienes crearon: World Soccer Winning Eleven, (conocido como Goal Storm en Europa y Norteamérica). El mismo dio comienzo a una saga completamente ajena a International Superstar Soccer, a pesar de que varios de los títulos de la nueva franquicia llevan los mismos nombres que esta.
Al año siguiente salió a la venta Winning Eleven 97 (llamado International Superstar Soccer Pro en Europa y Goal Storm 97 en Norteamérica). La saga continuó con Winning Eleven 3 y Winning Eleven 4 (llamados en el resto del mundo como International Superstar Soccer Pro 98 y ISS Pro Evolution, respectivamente). En marzo de 2001, antes de la aparición de la quinta edición de Winning Eleven, salió a la venta ISS Pro Evolution 2, siendo éste la segunda parte de ISS Pro Evolution (en Japón, World Soccer Jikkyou Winning Eleven 2000: U-23 Medal Heno Chousen) y el último Winning Eleven conocido como ISS fuera del país asiático, ya que en octubre del mismo año se lanzó Winning Eleven 5 para PlayStation 2, que sería titulado en Europa como Pro Evolution Soccer, iniciando una nueva franquicia que persiste hasta la fecha. Cabe destacar que Winning Eleven 2002 salió solamente en Japón y Europa para PlayStation, en el Viejo Continente sería conocido como Pro Evolution Soccer 2 y que sería el último título en dicho sistema.
| Japón                                                             | Japón                   | Europa y América del Norte                         | Europa y América del Norte | Disponible para |
| Nombre                                                            | Fecha de salida         | Nombre                                             | Fecha de salida            | Disponible para |
| ----------------------------------------------------------------- | ----------------------- | -------------------------------------------------- | -------------------------- | --------------- |
| World Soccer Winning Eleven                                       | 1995                    | Goal Storm                                         | 1996                       | PlayStation     |
| Winning Eleven 97                                                 | 1997                    | International Superstar Soccer Pro / Goal Storm 97 | 1 de junio de 1997         | PlayStation     |
| Winning Eleven 3                                                  | 12 de noviembre de 1998 | International Superstar Soccer Pro 98              | 1 de mayo de 1998          | PlayStation     |
| Winning Eleven 4                                                  | 9 de febrero de 1999    | ISS Pro Evolution                                  | 20 de diciembre de 1999    | PlayStation     |
| World Soccer Jikkyou Winning Eleven 2000: U-23 Medal Heno Chousen | 23 de agosto de 2000    | ISS Pro Evolution 2                                | 23 de marzo de 2001        | PlayStation     |

### eFootball
Esta entrega es el reemplazo de PES (Pro Evolution Soccer) y Winning Eleven (Japón), que salió a fines del 2021 donde se convirtió en un juego gratuito y mantuvo gran parte de las licencias de PES

### ESPN MLS
Como mención honrosa hay tres títulos creados exclusivamente para el mercado Norteamérica, estos son ESPN MLS GameNight exclusivo de PlayStation, ESPN MLS ExtraTime para PlayStation 2 y ESPN MLS ExtraTime 2002 para XBOX y GameCube cuya principal característica es que incluía los equipos de la Major League Soccer.

## Versiones Arcade
A lo largo de los años esta saga tuvo varias ediciones para las máquinas Arcade saliendo principalmente en Japón y algunas en Europa.
WORLD SOCCER Winning Eleven -Arcade Game Style-
El primero en salir consistía en una edición adaptada de los juegos de PS1 tanto a nivel visual como de jugabilidad. Salió en el año 2002 y fue conocido en Europa cono "Pro Evolution Soccer - The Arcade".
WORLD SOCCER Winning Eleven -Arcade Game Style 2003-
Esta versión tuvo una mejora visual notable en comparación con su antecesor pero mantuvo gran parte del gameplay basados en los juegos de PS1.
WORLD SOCCER Winning Eleven 2006 ARCADE CHAMPIONSHIP
Basado en lo que eran las versiones de PS2, concretamente en 'Winning Eleven 10'. Contamos con un juego mucho más pulido en comparación a sus antiguas ediciones, además de que la máquina tiene un puerto para conectar un joystick de PS2 y así jugar de manera más cómoda. Se conoció en Europa como "Pro Evolution Soccer – Arcade Championship 2007".
WORLD SOCCER Winning Eleven ARCADE CHAMPIONSHIP 2008
Una versión nueva, basada en las de Xbox 360 y PlayStation 3. Contamos con un motor de juego nuevo y nueva jugabilidad. Se mantuvo el puerto para conectar un joystick de PS2 a la máquina.
WORLD SOCCER Winning Eleven ARCADE CHAMPIONSHIP 2010
Una actualización, basada en las versiones de Xbox 360 y PlayStation 3. En esta ocasión podemos conectar un mando de PS3 a la máquina mediante USB.
WORLD SOCCER Winning Eleven ARCADE CHAMPIONSHIP 2012
Una versión nueva, basada en las de Xbox 360 y PlayStation 3. Contamos con una nueva jugabilidad, fue la primera en tener 2 modelos de su mueble arcade, uno con patalla 4:3 y otro con pantalla 16:9. Se mantiene la posibilidad de conectar un mando de PS3 a la máquina mediante USB.
WORLD SOCCER Winning Eleven ARCADE CHAMPIONSHIP 2014
Una versión nueva, basada en las de Xbox 360 y PlayStation 3. Contamos con un nuevo motor de juego (Fox Engine) y una nueva jugabilidad. También contó con 2 modelos de su mueble arcade pero ambos con pantalla 16:9 solo que uno tenía una pantalla de 22' y otro una de 32'. Se mantiene la posibilidad de conectar un mando de PS3 a la máquina vía USB.

## Saga

### Pro Evolution Soccer
| Lanzamiento: | 23 de noviembre de 2001. |
| Imagen:      | Futbolista corriendo. |
| Plataforma:  | PlayStation - PlayStation 2. |
| Descripción: | Pro Evolution Soccer 1 (Winning Eleven 5 en su versión japonesa) es el primer título de la saga para la temporada 2001-02. Debido a problemas de licencia, algunos equipos y nombres de los jugadores son incorrectos, por ejemplo, Wim Suurbier es nombrado Slowbear en el equipo clásico de Países Bajos. |

### Pro Evolution Soccer 2
| Lanzamiento: 25 de octubre de 2002. |
| Imagen: Futbolista con la mano en el pecho. |
| Plataforma: PlayStation - PlayStation 2 - GameCube |
| Descripción: Pro Evolution Soccer 2 (Winning Eleven 6 en su versión japonesa y americana) es el segundo título de la saga emulando la temporada 2002-03. Fue el último título de la serie que se lanzó en Europa para PlayStation. Los clubes continuaron sin licencia, y algunos jugadores seguían sin sus nombres reales. Por ejemplo Navarra es el equipo del Real Madrid y Naldorinho es Ronaldinho. Su intro del juego es considerado de culto por los fanes, debido a la canción «We Will Rock you» del grupo Queen, la versión para la consola de Nintendo solo fue publicada en Japón. |

### Pro Evolution Soccer 3
| Lanzamiento: 7 de agosto de 2003. |
| Imagen: Pierluigi Collina. |
| Plataforma: PlayStation 2, PC |
| Descripción: Pro Evolution Soccer 3 (Winning Eleven 7 en su versión japonesa y americana) es el tercer título de la saga lanzada durante la temporada 2003-04. En esta entrega incluye un nuevo motor gráfico que consigue grandes mejoras en la física del balón, así como en las animaciones y en el juego. Se han actualizado cada una de las características del juego, desde los de menú hasta los nuevos modos, donde se incluye el modo Shop con el que, tras canjear puntos (obtenidos ganando competiciones y jugando partidos), podrás conseguir nuevos estadios, estilos de ropa, equipos, jugadores, etc. PES 3 fue el primer título de la saga en incluir la licencia "FIFPro" con el nombre original de la mayoría de los jugadores. |

### Pro Evolution Soccer 4
| Lanzamiento: 15 de octubre de 2004. |
| Imagen: Thierry Henry, Francesco Totti y Pierluigi Collina |
| Plataforma: PC - PlayStation 2 - Xbox. |
| Descripción: Pro Evolution Soccer 4 (Winning Eleven 8 en su versión japonesa y americana) es el cuarto título de la saga correspondiente a la temporada 2004-05. En esta entrega incluye las licencias de clubes de tres ligas europeas, lo que incluye jugadores, camisetas, escudos y patrocinadores reales de la Liga Española, Italiana y Holandesa. |

### Pro Evolution Soccer 5
| Lanzamiento: 3 de noviembre de 2005. |
| Imagen: Thierry Henry y John Terry |
| Plataforma: PC - PlayStation 2 - Xbox - PSP. |
| Descripción: Pro Evolution Soccer 5 (Winning Eleven 9 en su versión japonesa y americana) es el quinto título de la saga para la temporada 2005-06. Esta entrega respecto a sus dos versiones anteriores contiene algunos cambios, como por ejemplo: un mayor realismo en el comportamiento del balón, jugadores más humanos, pequeñas mejoras en la IA o más licencias respecto a sus antecesores. |

### Pro Evolution Soccer Management
| Lanzamiento: 23 de marzo de 2006. |
| Imagen: Balón de fútbol |
| Plataforma: PlayStation 2. |
| Descripción: Primer y único juego hasta el momento de la saga de Pro Evolution Soccer en la que se maneja solamente al entrenador. Contiene los modos temporada, en la que el jugador crea su entrenador y elige su primer club de su carrera como entrenador de fútbol, y el modo amistoso, en la que el jugador elige dos equipos de su preferencia para jugar un partido amistoso con las configuraciones que desee. |

### Pro Evolution Soccer 6
| Lanzamiento: 27 de abril de 2006. |
| Imagen: Adriano Leite y Cesc Fàbregas (solo en la versión española); Adriano Leite (resto del mundo) |
| Plataforma: PC - PlayStation 2 - PSP - Nintendo DS - Xbox 360. |
| Descripción: Pro Evolution Soccer 6 (Winning Eleven 10 en su versión japonesa y Winning Eleven Pro Evolution Soccer 2007 en su versión americana) es el sexto título de la saga correspondiente a la temporada 2006-07. Considerado por muchos el mejor PES, en esta entrega incluye nueva jugabilidad, más realismo y la inteligencia artificial mejorada. Contiene una gran variedad de clubes con licencia y, por primera vez, selecciones nacionales licenciadas. Nuevos modos de juego como "desafío internacional" o "partido aleatorio". Nuevas mejoras en el modo on-line. Tan elevado fue el gusto de los fanáticos a esta entrega que, hasta el día de hoy, siguen saliendo actualizaciones creadas por los fanáticos (denominados "parches"), las cuales actualizan las plantillas, uniformes, equipos, ligas, nuevos estadios, balones, etc. |

### Pro Evolution Soccer 2008
| Lanzamiento: 25 de octubre de 2007. |
| Imagen: Gianluigi Buffon y Cristiano Ronaldo. |
| Plataforma: PC - PlayStation 2 - PSP - Nintendo DS - Wii - Xbox 360 - PlayStation 3. |
| Descripción: Pro Evolution Soccer 2008 (Winning Eleven 2008 en su versión japonesa) es el séptimo título de la saga para la temporada 2007-08. En esta entrega se ha mejorado el rendimiento gráfico y se han agregado nuevas licencias de más países, presenta un nuevo sistema de inteligencia, llamada Teamvision, que adapta y reacciona a los propios estilos de juego de los jugadores para asegurar que los oponentes controlados por la computadora sean siempre desafiantes haciendo forzar al jugador a pensar y probar su estilo de juego. Se han agregado 15 estadios nuevos, mayor control sobre el balón, simulaciones de faltas e importación facial usando cámara web. |

### Pro Evolution Soccer 2009
| Lanzamiento: 17 de octubre de 2008. |
| Imagen: Lionel Messi (Resto Del Mundo) Lionel Messi y Andrés Guardado (Solo En América) |
| Plataforma: PC - PlayStation 2 - PSP - Wii - Xbox 360 - PlayStation 3. |
| Descripción: Pro Evolution Soccer 2009 (Winning Eleven 2009 en su versión japonesa) es el octavo videojuego de la saga para la temporada 2008-09. Fue el primero en incluir la licencia en exclusiva de la UEFA Champions League (excepto para PlayStation 2 y PlayStation Portable). Sufrió un ligero lavado de cara con un mayor realismo de jugadores y estadios, también se mejoró la IA, las físicas y la jugabilidad con nuevas animaciones. |

### Pro Evolution Soccer 2010
| Lanzamiento: 22 de octubre de 2009. |
| Imagen: Lionel Messi y Fernando Torres. |
| Plataforma: PC - PlayStation 2 - PSP - Wii - Xbox 360 - PlayStation 3. |
| Descripción: Pro Evolution Soccer 2010 (Winning Eleven 2010 en su versión japonesa) es el noveno título de la saga correspondiente a la temporada 2009-10. Con respecto a los cambios y mejoras al sistema de juego, Konami ha anunciado una serie de modificaciones en pos de mejorar la jugabilidad, la sensación de realismo, en resumen de avanzar con respecto a la entrega anterior. En esta ocasión sí se incluyó la licencia de la UEFA Champions League para las versiones de PlayStation 2 y PlayStation Portable pero para las versiones de Xbox 360 y PlayStation 3 tuvieron en exclusiva la licencia de la UEFA Europa League. |

### Pro Evolution Soccer 2011
| Lanzamiento: 30 de septiembre de 2010 - 27 de marzo de 2011 (Nintendo 3DS) |
| Imagen: Lionel Messi |
| Plataforma: PC - PlayStation 2 - PSP - Wii - Nintendo 3DS - Xbox 360 - PlayStation 3. |
| Descripción: Pro Evolution Soccer 2011 (Winning Eleven 2011 en su versión japonesa) es el décimo título de la saga para la temporada 2010-11. Konami incluyó una encuesta en su página oficial con el fin de saber qué deseaba la gente para este nuevo PES. Luego de la misma, la empresa advirtió que PES 2011 cambiaría radicalmente la forma de juego, para iniciar así una nueva era en la historia de la saga. Se agregó más de mil animaciones y la forma de jugar es más sencilla. La nueva entrega incluye por primera vez la licencia de la Supercopa de Europa, pero lo más sobresaliente es la llegada de la Copa Libertadores de América. Unos meses después salió una versión para Nintendo 3DS, que fue parte del catálogo de lanzamiento de esta consola ; esta versión no incluye ni la UEFA Europa League ni la Copa Santander Libertadores y se titula Pro Evolution Soccer 2011 3D. |

### Pro Evolution Soccer 2012
| Lanzamiento: 29 de septiembre de 2011 - 27 de marzo de 2012 (Nintendo 3DS) |
| Imagen: Cristiano Ronaldo (sólo en la versión europea) ; Cristiano Ronaldo y Neymar (resto del mundo) |
| Plataforma: PC - PlayStation 2 - PSP - Wii - Nintendo 3DS - Xbox 360 - PlayStation 3 - iOS. |
| Descripción: Pro Evolution Soccer 2012 (Winning Eleven 2012 en su versión japonesa) es el undécimo título de la saga para la temporada 2011-12. Se agrega una nueva opción llamada "myPES", esto te permite subir resultados jugados en línea a Facebook, además de un nuevo modo llamado dreamteam donde el usuario puede controlar dos jugadores al mismo tiempo. También se agrega el modo "Propietario del club/Club Boss" en el que se es el presidente del club, este modo de juego no está disponible para PS2. Por último se añade para Wii un nuevo modo de juego llamado "Champions Road" o Gira mundial, donde creas un equipo con el nombre de ciudades famosas del mundo o clubes. Aquí puede ser mucho más fácil ganar jugadores como en la Liga Master ya que por cada partido que ganes te llevas un jugador, y no tienes que pagar por ello. Los partidos duran 15 minutos, uno de los mejores jugadores que trae el equipo es el famoso Ettori. Modo solo disponible en Wii. |

### Pro Evolution Soccer 2013
| Lanzamiento: 20 de septiembre de 2012 en Europa - 25 de septiembre de 2012 en América |
| Imagen: Cristiano Ronaldo y Neymar (sólo en la versión americana); Cristiano Ronaldo (resto del mundo) |
| Plataforma: PC - PlayStation 2 - PSP - Wii - Nintendo 3DS - Xbox 360 - PlayStation 3 - iOS. |
| Descripción: Pro Evolution Soccer 2013 (Winning Eleven 2013 en su versión Japonesa) es el duodécimo título de la saga lanzado durante la temporada 2012-13. Cuenta con la mejora Player ID en el que muchos de los jugadores más importantes del mundo cuentan con sus propios movimientos, lo que genera la sensación de estar viendo a estos jugadores en la realidad, todas estas mejoras se dan solo para la versión de Ps3, Xbox 360 y Pc. Para esta versión se contó con la totalidad de los estadios licenciados de Liga española de fútbol |

.Además tiene Football Life,UEFA Champions League y la Copa Libertadores.

### Pro Evolution Soccer 2014
| Lanzamiento: 20 de septiembre de 2013 |
| Imagen: UEFA Champions League (Europa, Estados Unidos y Canadá); futbolistas chilenos (Chile); futbolistas argentinos (Argentina); futbolistas brasileños (Brasil); Copa Libertadores 2013 (resto de Sudamérica) |
| Plataforma: PC - PSP - Nintendo 3DS (solo Japón) - Xbox 360 - PlayStation 3 - Playstation 2 |
| Descripción: Pro Evolution Soccer 2014 (Winning Eleven 2014 en su versión japonesa) es el decimotercer título de la saga correspondiente a la temporada 2013-14. Como novedad tiene la inclusión de la AFC Champions League,UEFA Europa League y las ligas Argentina, Brasileña y Chilena. Incluyendo a los relatores Mariano Closs y Fernando Niembro para Argentina y Fernando Solabarrieta y Patricio Yáñez para Chile. Debido a que el motor gráfico anterior, que era utilizado desde el PES 3, era un obstáculo para seguir evolucionando el juego, Konami opto por usar el FOX ENGINE para esta entrega. De esta forma se logró una mejoría en la iluminación del campo, expresiones faciales, físicas del balón, movimientos menos robóticos, etc. Lamentablemente no se pudo adaptar bien el motor gráfico para la fecha de lanzamiento. |

### Pro Evolution Soccer 2015
| Lanzamiento: 11 de noviembre de 2014 |
| Imagen: Mario Götze |
| Plataforma: PC - Xbox 360 - Xbox One - PlayStation 3 - PlayStation 4 |
| Descripción: Pro Evolution Soccer 2015 (Winning Eleven 2015 en su versión japonesa) es el decimocuarto título de la saga correspondiente a la temporada 2014-2015. Incluye como novedad la 2.ª división de las ligas de Italiana, Inglesa, Francesa y Española, además de tener la licencia de la Copa Sudamericana y la Recopa Sudamericana. Por primera vez tenemos el modo MyClub y un lavado de cara completo a los gráficos y jugabilidad con respecto a la edición anterior. |

### Pro Evolution Soccer 2016
| Lanzamiento: 15 de septiembre de 2015 |
| Imagen: Álvaro Morata y Neymar (en la versión europea); Neymar (resto del mundo) |
| Plataforma: PC - PlayStation 3 - PlayStation 4 - Xbox One - Xbox 360 |
| Descripción: Pro Evolution Soccer 2016 (Winning Eleven 2016 en su versión japonesa) es el decimoquinto título de la saga correspondiente a la temporada 2015-16. Trae como novedad la licencia de la UEFA Euro 2016 y un nuevo sistema de impactos. |

### Pro Evolution Soccer 2017
| Lanzamiento: 13 de septiembre de 2016 |
| Imagen: Neymar, Lionel Messi, Luis Suárez, Ivan Rakitić y Gerard Piqué |
| Plataforma: PC - PlayStation 3 - PlayStation 4 - Xbox One - Xbox 360 |
| Descripción: Pro Evolution Soccer 2017 (Winning Eleven 2017 en su versión japonesa) es el decimosexto título de la saga correspondiente a la temporada 2016-17. Como novedad, aparece un renovado sistema de control y pases precisos con el balón, combinado con un mayor realismo en los movimientos del jugador que controlemos. |

### Pro Evolution Soccer 2018
| Lanzamiento: 12 de septiembre de 2017 |
| Imagen: Luis Suárez (en la versión europea); Lionel Messi, Andrés Iniesta, Sergi Roberto, y Luis Suárez (edición legendaria) |
| Plataforma: PC - PlayStation 3 - PlayStation 4 - Xbox One - Xbox 360 |
| Descripción: Pro Evolution Soccer 2018 (Winning Eleven 2018 en su versión japonesa) es el decimoséptimo título de la saga correspondiente a la temporada 2017-18. Como novedad, aparece un renovado sistema de control y pases precisos con el balón, combinando con un mayor realismo en los movimientos del jugador que controlemos. Se incluye en el juego, a partir de esta edición, a los relatores Rodolfo de Paoli y Diego Latorre para la Argentina y Claudio Palma y Aldo Schiappacasse para Chile. |

### Pro Evolution Soccer 2019
| Lanzamiento: 30 de agosto de 2018 |
| Imagen: Philippe Coutinho Resto del mundo Dario Benedetto Radamel falcao (Version americana) |
| Plataforma: PC - PlayStation 4 - Xbox One |
| Descripción: Pro Evolution Soccer 2019 (Winning Eleven 2019 en su versión japonesa) es el decimoctavo título de la saga correspondiente a la temporada 2018-19. No trae Champions o Europa League, ya que no renovaron la licencia. |

### eFootball Pro Evolution Soccer 2020
| Lanzamiento: 10 de septiembre de 2019 |
| Imagen: Lionel Messi, Serge Gnabry, Miralem Pjanić y Scott McTominay |
| Plataforma: PC - PlayStation 4 - Xbox One |
| Descripción: eFootball Pro Evolution Soccer 2020 (Winning Eleven 2020 en su versión japonesa) es el decimonoveno título de la saga correspondiente a la temporada 2019-20. |

### eFootball Pro Evolution Soccer 2021 Season Update
| Lanzamiento: 15 de septiembre de 2020 |
| Imagen: Alphonso Davies, Lionel Messi, Cristiano Ronaldo y Marcus Rashford |
| Plataforma: PC - PlayStation 4 - Xbox One |
| Descripción: eFootball Pro Evolution Soccer 2021 Season Update (Winning Eleven 2021 en su versión japonesa) es la vigésima entrega de la saga correspondiente a la temporada 2020-21 y es únicamente una actualización de plantillas de PES 2020 vendida por un precio reducido. Konami ha anunciado la razón del cambio de formato en su intención de centrar esfuerzos en el salto de motor gráfico y de generación que aspiran a dar con la siguiente entrega. |

## Portada
*: Solo en la versión americana.
**: Solo en la versión española.
***: Solo en la versión japonesa.
(M) Solo para medio oriente
(E) Solo para edición Eurocopa
(S) Edición Leyenda
| Protagonista        | Cantidad | Detalle |
| ------------------- | -------- | --- |
| Ficticio            | 9        | World Soccer Winning Eleven Winning Eleven 97 Winning Eleven 3 Winning Eleven 4 SJWE 2000: U-23 Medal Heno Chousen Pro Evolution Soccer Pro Evolution Soccer 2 Pro Evolution Soccer Management Pro Evolution Soccer 2014 |
| Lionel Messi        | 8        | Pro Evolution Soccer 2009 Pro Evolution Soccer 2010 Pro Evolution Soccer 2011 Pro Evolution Soccer 2017 Pro Evolution Soccer 2018 eFootball Pro Evolution Soccer 2020 eFootball Pro Evolution Soccer 2021 EFootball 2022 |
| Neymar              | 6        | Pro Evolution Soccer 2012 Pro Evolution Soccer 2013* Pro Evolution Soccer 2016 Pro Evolution Soccer 2017 Pro Evolution Soccer 2018 EFootball 2022                                                                        |
| Zico                | 4        | Pro Evolution Soccer 3*** Pro Evolution Soccer 4*** Pro Evolution Soccer 5*** Pro Evolution Soccer 6*** |
| Cristiano Ronaldo   | 4        | Pro Evolution Soccer 2008 Pro Evolution Soccer 2012 Pro Evolution Soccer 2013 eFootball Pro Evolution Soccer 2021 |
| Shunsuke Nakamura   | 3        | Pro Evolution Soccer*** Pro Evolution Soccer 5*** Pro Evolution Soccer 6*** |
| Pierluigi Collina   | 3        | Pro Evolution Soccer 3 Pro Evolution Soccer 4 Pro Evolution Soccer 5 |
| Thierry Henry       | 3        | Pro Evolution Soccer 4 Pro Evolution Soccer 5 Pro Evolution Soccer 6 |
| Didier Drogba       | 3        | Pro Evolution Soccer 5 Pro Evolution Soccer 6 Pro Evolution Soccer 2008 |
| Gianluigi Buffon    | 2        | Pro Evolution Soccer 5 Pro Evolution Soccer 2008 |
| Shinji Kagawa       | 2        | Pro Evolution Soccer 2012*** Pro Evolution Soccer 2013*** |
| Luis Suárez         | 2        | Pro Evolution Soccer 2017 Pro Evolution Soccer 2018 |
| Gerard Piqué        | 2        | Pro Evolution Soccer 2017 eFootball 2022 |
| Andrés Iniesta      | 2        | Pro Evolution Soccer 2018 eFootball 2022 |
| Masashi Nakayama    | 1        | Pro Evolution Soccer 2*** |
| Francesco Totti     | 1        | Pro Evolution Soccer 4 |
| Adriano Leite       | 1        | Pro Evolution Soccer 6 |
| John Terry          | 1        | Pro Evolution Soccer 6 |
| Roque Santa Cruz    | 1        | Pro Evolution Soccer 6 |
| Luca Toni           | 1        | Pro Evolution Soccer 6 |
| Maciej Żurawski     | 1        | Pro Evolution Soccer 6 |
| Deco                | 1        | Pro Evolution Soccer 6 |
| Kim Källström       | 1        | Pro Evolution Soccer 6 |
| John Aloisi         | 1        | Pro Evolution Soccer 6 |
| Cesc Fábregas       | 1        | Pro Evolution Soccer 6** |
| Michael Owen        | 1        | Pro Evolution Soccer 2008 |
| Lucas Neill         | 1        | Pro Evolution Soccer 2008 |
| Andrés Guardado     | 1        | Pro Evolution Soccer 2009* |
| Fernando Torres     | 1        | Pro Evolution Soccer 2010 |
| Mario Götze         | 1        | Pro Evolution Soccer 2015 |
| Keisuke Honda       | 1        | Pro Evolution Soccer 2015*** |
| Álvaro Morata       | 1        | Pro Evolution Soccer 2016** |
| Omar Abdulrahman    | 1        | Pro Evolution Soccer 2016 (M) |
| Paolo Guerrero      | 1        | Pro Evolution Soccer 2016* |
| Gareth Bale         | 1        | Pro Evolution Soccer 2016 (E) |
| Ivan Rakitić        | 1        | Pro Evolution Soccer 2017 |
| Sergi Roberto       | 1        | Pro Evolution Soccer 2018 |
| Philippe Coutinho   | 1        | Pro Evolution Soccer 2019 |
| Falcao              | 1        | Pro Evolution Soccer 2019* |
| Esteban Paredes     | 1        | Pro Evolution Soccer 2019* |
| Darío Benedetto     | 1        | Pro Evolution Soccer 2019* |
| David Beckham       | 1        | Pro Evolution Soccer 2019 (S) |
| Serge Gnabry        | 1        | eFootball Pro Evolution Soccer 2020 |
| Scott McTominay     | 1        | eFootball Pro Evolution Soccer 2020 |
| Miralem Pjanić      | 1        | eFootball Pro Evolution Soccer 2020 |
| Ronaldinho          | 1        | eFootball Pro Evolution Soccer 2020 |
| Alphonso Davies     | 1        | eFootball Pro Evolution Soccer 2021 |
| Marcus Rashford     | 1        | eFootball Pro Evolution Soccer 2021 |
| Takefusa Kubo       | 1        | eFootball 2022 |
| Jonathan dos Santos | 1        | eFootball 2022 |
| Ansu Fati           | 1        | eFootball 2022 |

## Modos de juego
Durante toda la saga, el PES ha tenido distintos modos que, aún perduran en la más reciente entrega y otros fueron olvidados y no volverán a aparecer. Los distintos modos de juego son y fueron estos:
- Amistoso (todas)
- UEFA Champions League (PES 2009-PES 2018) 1
- UEFA Europa League (PES 2010-PES 2018) 1
- UEFA Super Cup (PES 2011-PES 2018) 1
- Copa Libertadores (PES 2011-PES 2016) 1
- Copa Sudamericana (PES 2015-PES 2016) 1
- Recopa Sudamericana (PES 2015-PES 2016) 1
- AFC Champions League (PES 2014-presente) 1
- AFC Cup (PES 2020-presente)1
- Liga Máster (PES 2-presente)
- Ser Una Leyenda (PES 2009-presente)
- Jugador Mundial (PES 2011) 2
- Propietario Del Club (PES 2012) 1
- Tour Mundial (PES 2008-PES 2009)
- Liga (PES 4-PES 2012 / PES 2014-presente)
- Copa (PES 4-presente)
- Entrenamiento (PES 2-presente)
- Comunidad (PES 2008-PES 2012 / PES 2014-presente)
- Partido de Selección al Azar (PES 6-PES 2012 / PES 2018-presente)
- On-Line (PES 4-presente)
- MyPES (PES 2012-presente)
- MyClub (PES 2015-presente) 1
- Partida Internacional (PES 6 Y PES 2014)

1: Solo disponible en las versiones de PC, PS3, Xbox 360, PS4 y Xbox One  
 2: Solo disponible en las versiones de Wii, PS2 y PSP